# Sextus Quinctilius Varus (consul en -453)
Pour les articles homonymes, voir Sextus Quinctilius Varus.
Sextus Quinctilius Varus est un homme politique romain du Ve siècle av. J.-C. Son surnom Varus signifie « boiteux ».

## Famille
Il est membre de la gens patricienne des Quinctilii. Il est le fils d'un Sextus et le petit-fils d'un Publius, son nom complet est Sextus Quinctilius Sex.f. P.n. Varus.

## Biographie
En 453 av. J.-C., il est consul avec Publius Curiatius Fistus Trigeminus. Il meurt pendant son consulat, emporté par une épidémie, peut-être de typhus, qui ravage Rome cette année-là et qui touche les hommes comme les bêtes,. Selon Denys d'Halicarnasse, il est remplacé par Spurius Furius Medullinus Fusus, consulaire, qui meurt également à cause de l'épidémie cette même année,.

### Auteurs antiques
- Tite-Live, Histoire romaine, Livre III, 32 sur le site de l'Université de Louvain
- (en) Denys d'Halicarnasse, Antiquités romaines, Livre X, 50-60 sur le site LacusCurtius

### Auteurs modernes
- (fr) Annette Flobert (trad. du latin), Tite-Live, Histoire romaine, Livres I à V, Paris, Flammarion, 1995, 643 p. (ISBN 2-08-070840-6)
- (en) T. Robert S. Broughton, The Magistrates of the Roman Republic : Volume I, 509 B.C. - 100 B.C., New York, The American Philological Association, coll. « Philological Monographs, number XV, volume I », 1951, 578 p.